# 梶原神社
梶原神社（かじわらじんじゃ）は、宮城県気仙沼市唐桑町高石浜にある神社。御祭神は源頼朝公、梶原景時公、梶原景季公。景時の兄である梶原景実（専光房良暹）が創建した。

## 祭神
源頼朝公、梶原景時公、梶原景季公の三柱を祀る。

## 歴史
建保5年(1217年)、 鶴岡八幡宮の臨時別当であった梶原景実（専光房良暹）は、源頼朝の死去、それを追うかのような梶原一族の没落、また和田氏、畠山氏が滅んで行くのを見て、世を憂い鎌倉を離れ、蝦夷千島を目指して下り、藤原高衡（本吉四郎高衡）ゆかりの地である石浜（気仙沼市唐桑町）にたどり着いた。家の脇に社を建て、源頼朝、梶原景時、梶原景季の御影を安置し、一族の冥福を祈り梶原神社を建立した。専光房は源頼朝の宗教的精神的な師であった。専光房はその後、早馬神社を創建し、以来、連綿と梶原氏直系子孫が宮司を務めている。

## 交通アクセス
JR八幡大橋駅からバスで高石浜停留所下車、徒歩5分